# Hagetmau Communes Unies
Hagetmau Communes Unies est une ancienne communauté de communes française, située dans le département des Landes et la région Nouvelle-Aquitaine

## Historique
Elle a été créée à partir de 17 des 18 communes du canton de Hagetmau le 22 décembre 1994 pour une prise d'effet au 31 décembre 1994. Ce n'est que le 13 juin 2002 que Cazalis, la 18e commune du canton, les rejoint.
Elle fusionne avec la communauté de communes du Tursan et la communauté de communes du Cap de Gascogne pour former la communauté de communes Chalosse Tursan au 1er janvier 2017.

## Composition
Elle est composée des 18 communes du canton de Hagetmau :
| Nom                    | Code Insee | Gentilé           | Superficie (km2) | Population (dernière pop. légale) | Densité (hab./km2) |
| ---------------------- | ---------- | ----------------- | ---------------- | --------------------------------- | ------------------ |
| Hagetmau (siège)       | 40119      | Hagetmautiens     | 28,37            | 4 593 (2014)                      | 162                |
| Aubagnan               | 40016      | Aubagnanais       | 3,40             | 248 (2014)                        | 73                 |
| Castelner              | 40073      | Castelnois        | 5,73             | 111 (2014)                        | 19                 |
| Cazalis                | 40079      | Cazalisiens       | 5,13             | 140 (2014)                        | 27                 |
| Horsarrieu             | 40128      | Horsarrois        | 11,02            | 668 (2014)                        | 61                 |
| Labastide-Chalosse     | 40130      | Labastidiens      | 4,56             | 146 (2014)                        | 32                 |
| Lacrabe                | 40138      | Crabots           | 6,27             | 257 (2014)                        | 41                 |
| Mant                   | 40172      | Mantois           | 19,34            | 283 (2014)                        | 15                 |
| Momuy                  | 40188      | Momuyais          | 13,30            | 468 (2014)                        | 35                 |
| Monget                 | 40189      | Mongétois         | 5,64             | 91 (2014)                         | 16                 |
| Monségur               | 40190      | Monségurois       | 19,69            | 402 (2014)                        | 20                 |
| Morganx                | 40198      | Morganais         | 5,22             | 181 (2014)                        | 35                 |
| Peyre                  | 40223      | Peyrois           | 10,25            | 260 (2014)                        | 25                 |
| Poudenx                | 40232      | Poudenxois        | 7,46             | 230 (2014)                        | 31                 |
| Saint-Cricq-Chalosse   | 40253      | Saint-Cricquois   | 20,23            | 638 (2014)                        | 32                 |
| Sainte-Colombe         | 40252      | Colombins         | 12,79            | 681 (2014)                        | 53                 |
| Serres-Gaston          | 40298      | Serres-Gastonnais | 8,88             | 383 (2014)                        | 43                 |
| Serreslous-et-Arribans | 40299      | Serreslousiens    | 5,46             | 198 (2014)                        | 36                 |